# 阎沁生
阎沁生（1948年9月—），男，山西沁县人，中华人民共和国政治人物，曾任中共朔州市委书记，山西省政协秘书长、党组成员，第十届全国人大代表。